# Corps de gendarmes des Colonies
 (janvier 2023).
La mise en forme du texte ne suit pas les recommandations de Wikipédia : il faut le « wikifier ».
Les points d'amélioration suivants sont les cas les plus fréquents. Le détail des points à revoir est peut-être précisé sur la page de discussion.
- Les titres sont pré-formatés par le logiciel. Ils ne sont ni en capitales, ni en gras.
- Le texte ne doit pas être écrit en capitales (les noms de famille non plus), ni en gras, ni en italique, ni en « petit »…
- Le gras n'est utilisé que pour surligner le titre de l'article dans l'introduction, une seule fois.
- L'italique est rarement utilisé : mots en langue étrangère, titres d'œuvres, noms de bateaux, etc.
- Les citations ne sont pas en italique mais en corps de texte normal. Elles sont entourées par des guillemets français : « et ».
- Les listes à puces sont à éviter, des paragraphes rédigés étant largement préférés. Les tableaux sont à réserver à la présentation de données structurées (résultats, etc.).
- Les appels de note de bas de page (petits chiffres en exposant, introduits par l'outil «  Source ») sont à placer entre la fin de phrase et le point final[comme ça].
- Les liens internes (vers d'autres articles de Wikipédia) sont à choisir avec parcimonie. Créez des liens vers des articles approfondissant le sujet. Les termes génériques sans rapport avec le sujet sont à éviter, ainsi que les répétitions de liens vers un même terme.
- Les liens externes sont à placer uniquement dans une section « Liens externes », à la fin de l'article. Ces liens sont à choisir avec parcimonie suivant les règles définies. Si un lien sert de source à l'article, son insertion dans le texte est à faire par les notes de bas de page.
- La présentation des références doit suivre les conventions bibliographiques. Il est recommandé d'utiliser les modèles {{Ouvrage}}, {{Chapitre}}, {{Article}}, {{Lien web}} et/ou {{Bibliographie}}. Le mode d'édition visuel peut mettre en forme automatiquement les références.
- Insérer une infobox (cadre d'informations à droite) n'est pas obligatoire pour parachever la mise en page.

Pour une aide détaillée, merci de consulter Aide:Wikification.
Si vous pensez que ces points ont été résolus, vous pouvez retirer ce bandeau et améliorer la mise en forme d'un autre article.
 (janvier 2023).
Le corps de gendarmes des Colonies, était une organisation de bataillons de l'armée du Chili qui agissait à la manière d'une police rurale à la fin du siècle XIX et au début du siècle XX,,. Sa principale mission était de réprimer le banditisme dans les zones de colonisation récentes du sud du pays, spécialement dans les provinces de la Araucanía.
Fondés en 1896, ils ont été dirigés par le Capitaine d'Armée Hernán Trizano Avezzana,. Les provinces surveillées par les gendarmes étaient Arauco, Malleco, Cautín, Valdivia, Llanquihue et Chiloé. Il a procédé ainsi jusqu'à 1907, lorsque ses fonctionnaires ont été fusionnés au Régiment de Carabiniers. Ce modèle serait le premier antécédent des actuels Carabiniers du Chili.

## Histoire
À partir de la décennie de 1850 et avec l'objectif d'occuper et faire produire des territoires au sud du Bío-Bío, le gouvernement du président Manuel Montt Torres a entamé un processus de colonisation destiné à des citoyens étrangers, principalement allemands, qui commencèrent à habiter la zone comprise entre Valdivia et Llanquihue. Au fil des années, s'est faite l'incorporation effective de La Araucania, des colons étrangers d'autres latitudes sont arrivés en se groupant en colonies depuis la province de Arauco au sud.
En attendant, pendant le même décennie commence une série d'affrontements armés: en 1851, 1859 et 1891 entre guerres civiles chiliennes et en 1866 et 1879 avec des pays étrangers, l'Espagne et une alliance du Pérou et la Bolivie respectivement, ce qui a laissé beaucoup de soldats vétérans sans activité après le développement du conflit. Le même phénomène est arrivé avant l'incorporation de La Araucania, dont l'impact a généré déplacement de personnes qui occupaient les zones en tension. Tout cela a conduit un groupe de personnes en situation vulnérable à se tourner vers le banditisme comme mode de vie, principalement en attaquant les colonies qui s'établissaient dans le sud du pays.
En plus de cela, il n'existait pas de force de police rurale officielle bien que le gouvernement ait reconnu les problèmes liés à l'absence de surveillance active de la campagne et des routes publiques. Cependant, la manque de ressources économiques et l'inefficacité politique implémentées à ce sujet, ainsi que l'usage de l'Armée pour des travaux d'entretien de l'ordre public, tâche pour laquelle elle n'était pas préparée, font qu'à la fin du siècle XIX, les campagnes ne sont pratiquement pas protégées.
Par cette raison, le gouvernement du président Jorge Montt Álvarez a décidé d'organiser un service spécial de police, pour assurer la sécurité des colons. Il l'annonce au Congrès dans son message du 1er juin 1895 et dans la Loi de Budget, pour l'année suivante, des fonds sont prévus pour organiser un service de Gendarmes des Colonies, qui dépendra du Ministère de Relations Extérieures,du Culte et de la Colonisation. Son siège se situerait dans la ville de Temuco et elle serait composée d'un commissaire, de deux inspecteurs, de quatre sous-inspecteurs et de 50 gardes, qui veilleraient à la sécurité dans les provinces d'Arauco, Malleco, Cautín, Valdivia, Llanquihue et Chiloé.

### Développement

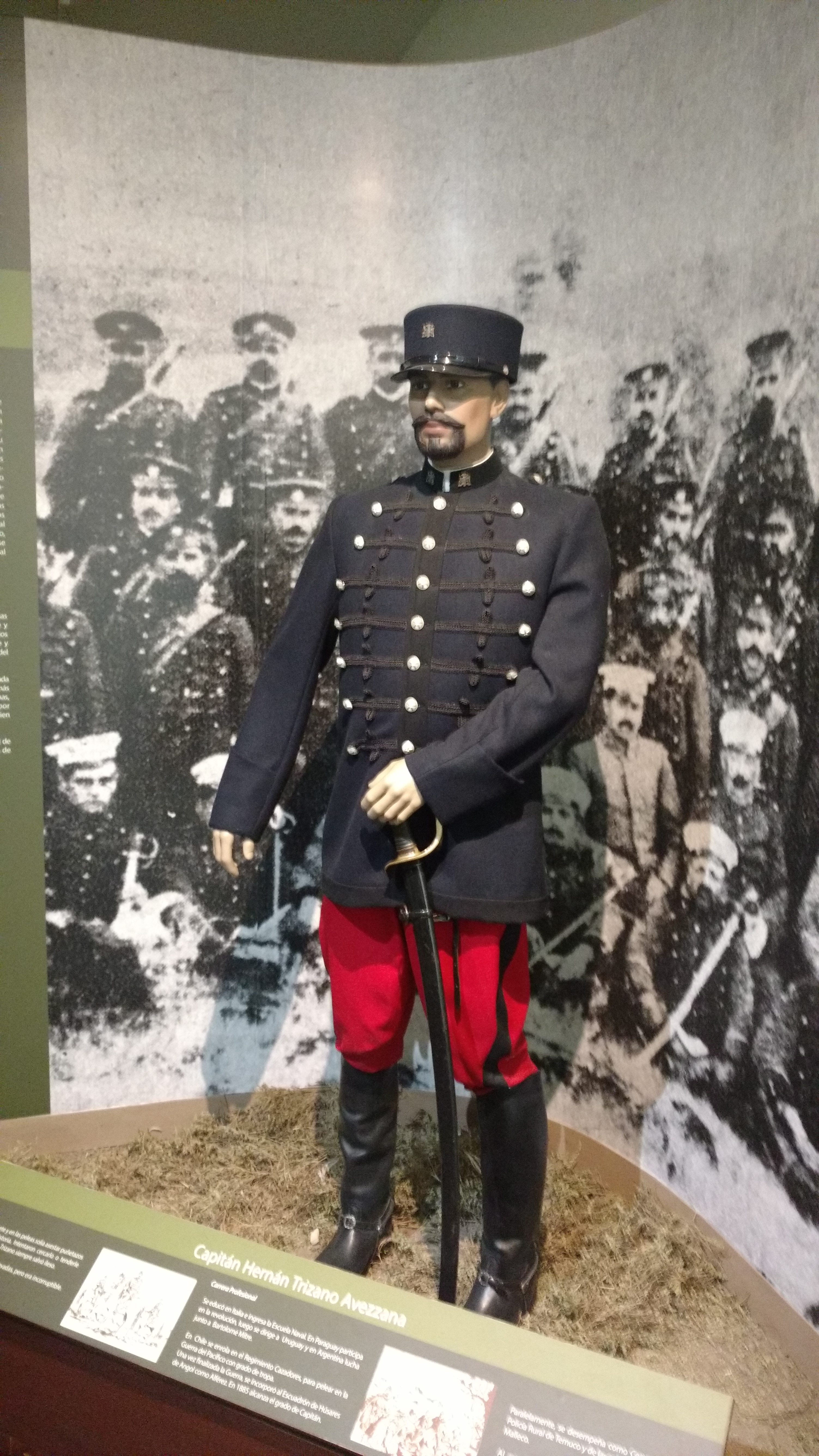
Statue d'un Gendarme des colonies dans le Musée de Carabiniers.

Les conditions requises pour intégrer ce corps étaient les suivantes : avoir entre 18 et 45 ans, savoir lire et écrire, accréditer d'une conduite morale, ne jamais avoir été en prison et avoir la force et la capacité physique nécessaires pour remplir les fonctions du poste.
De son côté, le Ministère des Relations Extérieures demande au ministère de la Guerre que le Capitaine d'Armée Hernán Trizano Avezzana se charge de l'organisation et du commandement du nouveau corps. Tout cela, compte tenu des brillantes performances de l'officier dans l'Escadron des Hussards d'Angol, la Police Rurale de Temuco et la police de Malleco.
La nouvelle unité prend ses fonctions le 16 juin 1896, date à laquelle le premier piquet est envoyé à Lonquimay, et la répartition des gendarmes dans les zones de conflit est dès lors régularisée. La gestion des gendarmes a dépassé les attentes, et ils ont rapidement assuré la sécurité et la tranquillité de la zone. Ils étaient divisés en trois sections basées respectivement à Angol, Temuco et Ancud, tandis que leur règlement définitif a été publié en 1899. Celui-ci stipule que la fonction des Gendarmes des Colonies était : la surveillance et la sécurité des communautés sur tout le territoire de colonisation. Cependant, la tâche des hommes allait bien au-delà, ils avaient par exemple l'obligation de réparer les ponts et routes reliant les communautés.
En dehors de la ville, ils aussi étaient également autorisés pour exécuter des mandats d'arrestation, prison ou de perquisition et de saisie, ainsi qu'à fournir les informations nécessaires pour résoudre et appréhender les criminels. Comme obligation légale, ils devaient agir avec fermeté et retenue, et il leur était strictement interdit de maltraiter les gens. Quant à l'utilisation des armes, le règlement les autorisait à les employer seulement pour leur défense propre.

### Dissolution
Bien que le travail des Gendarmes des Colonies soit ample et important, il n'est pas exempt de difficultés. Le manque de fonds a entravé sévèrement l'acquisition des équipements nécessaires à leur travail : ils utilisaient des uniformes et montaient des chevaux déclassés par l'Armée, de sorte que l'intendant de Cautín, a signalé au ministre des Relations Extérieures la nécessité d'incorporer des éléments conformes aux services fournis par les gendarmes. Fin 1897, le même ministre demande au Ministère de l'Intérieur les uniformes des policiers de Santiago exclus du service. Ce n'est qu'en 1906 que le règlement des uniformes du corps des gendarmes coloniaux a été approuvé par le décret suprême Nº 583, mais cette unité a cessé d'exister l'année suivante, lorsqu'elle a été incorporée au Corps de Carabiniers.